# Pierre Thorsson
Pierre Roger Valdemar Thorsson (ur. 21 czerwca 1966 w Linköping) – szwedzki piłkarz ręczny i trener. Trzykrotny medalista olimpijski.
W reprezentacji Szwecji rozegrał 237 spotkań i zdobył 557 bramek. Dwukrotnie zdobywał tytuł mistrza świata (1990 i 1999), trzy razy zwyciężał w mistrzostwach kontynentu (1994, 1998, 2000). Na trzech igrzyskach z rzędu – 1992, 1996, 2000 – reprezentacja Szwecji sięgała po srebro. Grał w klubach szwedzkich i niemieckich i włoskim Pallamano Conversano.
Jest trenerem w Hästö IF.

## Kluby
- RP, Linköping (1986)
- IFK Karlskrona (1986-1989)
- IF SAAB/HF Linköpings Lejon (1989-1996)
- Bad-Schwartau (1996-2001)
- Pallamano Conversano (2001-2003)
- SG Flensburg-Handewitt (2003-2004)
- Hästö IF (2004)